# .ae
.ae je internetová národní doména nejvyššího řádu pro stát Spojené arabské emiráty.